# マアト山
マアト山（マアトさん、英: Maat Mons）は、金星で最も高い火山。金星の平均半径を基準としたときの標高は約8,000メートルであり、北緯0.9度、東経194.5度に位置する。古代エジプト神話の女神マアトにちなんで名づけられた。

## 構造
マアト山には巨大な山頂カルデラがあり、その大きさは短径28キロメートル、長径31キロメートルである。カルデラ内部には少なくとも5つの崩壊クレーターがあり、そのうち大きいものは直径が10キロメートルある。
マアト山の南西側斜面には、直径3キロメートルから5キロメートルの小さなクレーターがチェーン状に連なっている。その長さは40キロメートルにわたる。これは割れ目噴火によるものではなく、崩落によるものと推測されている。金星探査機マゼランは1992年に高解像度の画像データを取得したが、これら一連のクレーター列から溶岩が流出した痕跡は確認されていない。
マアト山では過去に少なくとも2回、大規模な構造崩壊が発生したと考えられている。

## 活動
マアト山では比較的最近に火山活動があった。この痕跡は、金星探査機マゼランが1992年にレーダー調査を行った際に発見された。金星探査機マゼランは、マアト山の山頂付近および北側斜面において過去に火山灰流が発生した形跡があるというデータを報告した。
1980年代初頭、パイオニア・ヴィーナス計画により金星の大気調査が行われた。その際、金星の中層大気および超高層大気において、二酸化硫黄およびメタンの濃度に大きな変動があったことが確認された。このことは、惑星地質学者の大きな関心を引き寄せた。この濃度変化の理由の1つとして、マアト山においてプリニー式噴火が発生し、高く噴き上げられた火山ガスが大気と混じりあった可能性が挙げられた。
金星において火山活動が活発であるという証拠は数多く示されているが、マアト山の噴火は今日まで確認されていない。